# Тер-Саакян, Самвел Рубенович
Самвел Рубенович Тер-Саакян (арм. Սամվել Տեր-Սահակյան; род. 19 сентября 1993) — армянский шахматист, гроссмейстер (2009).
Родился и живёт в городе Ванадзор. Учился в школе № 1 имени Вазгена Первого. Неоднократный чемпион Европы в разных возрастных группах.
Двукратный чемпион Армении (2020, 2023), серебряный (2011) и бронзовый (2008, 2012, 2021) призёр чемпионатов Армении.
Участник Кубка мира 2015 года, где в первом раунде уступил россиянину Никите Витюгову.
С 2021 года входит в сборную Армению. В 2022 году в её составе стал серебряным призёром Шахматной олимпиады, а в 2023 году — бронзовым призёром командного чемпионата Европы.

## Изменения рейтинга
| Графики недоступны из-за технических проблем. См. информацию на Фабрикаторе и на mediawiki.org. |